# Dom van Karlstad
De Dom van Karlstad (Zweeds: Karlstads domkyrka) is een kathedraal in het centrum van de Zweedse stad Karlstad. 

## Voorgangers
Op het eiland Tingvallaön in de rivier Klarälven heeft met zekerheid sinds de 14e eeuw een kerk gestaan. Tijdens de grote stadsbrand in 1616 brandde deze kerk af. Op dezelfde locatie werd een nieuwe kerk gebouwd. Deze kerk werd in 1647 tot domkerk verheven toen koningin Christina I van Karlstad een bisschopsstad maakte. In 1719 werd ook deze kerk verwoest door het vuur. Na de brand besloot men de derde kerk op een andere, hoger gelegen, plek te herbouwen, een plek waar geen gevaar voor overstroming bestond, de bouwgrond stabieler was en het risico op brand geringer. 

## De huidige kerk
In 1723 werd begonnen met de bouw van een derde kerk naar een barok ontwerp van de saksische bouwmeester Christian Haller. Op 2 juli 1730 vond de inwijding van deze nieuwbouw plaats. De streng-barokke centraalbouw was in de vorm van een grieks kruis gebouwd en had een tien meter hoge houten toren op de kruising van de kerk, die op 1792 instortte. Naast de kerk stond een vrijstaande lage houten toren voor de klokken. 
In de jaren 1735-1737 werd een kerktoren aangebouwd waarin de klokken uit de oude toren kwamen te hangen. Daarna werd deze oude toren gesloopt. Bij deze verbouwing werd het oorspronkelijke bouwconcept van het grieks kruis losgelaten. Op de westelijke gevel van de toren werd het jaar 1737 in de vorm van muurankers vastgelegd. De toren kreeg na de brand van 1752 een barokke afsluiting met lantaarn.   
Bij een verbouwing in jaren 1791-1792 werd de oostelijke kruisarm door een nieuwe muur van het kerkschip afgescheiden. Achter de muur ontstond een grotere sacristie. In de nieuwe afscheidingsmuur werd een halfronde apsis gebouwd waarin het nieuwe altaar, bestaande uit een groot opstandingskruis, twee engelen en een stenen altaartafel, een plaats kreeg. Boven de twee toegangsdeuren tot de sacristie werden twee ramen ingebouwd. 
Op 2 juli 1865 werd Karlstad door een grote brand getroffen. Dak en toren van de domkerk werden verwoest, de klokken smolten en de rookschade was groot, maar de gewelven hielden het. In de jaren 1870 volgde het herstel van de kerk. De kerk kreeg door architect Albert Törnqvist haar huidige neoclassicistische uitstraling en de toren kreeg een nieuwe bekroning met een hoge spits en ingebouwd uurwerk.
Van 1956 tot 1957 werd een nieuwe sacristie in het oosten van de kerk aangebouwd. In de 20e eeuw vonden diverse restauraties plaats.

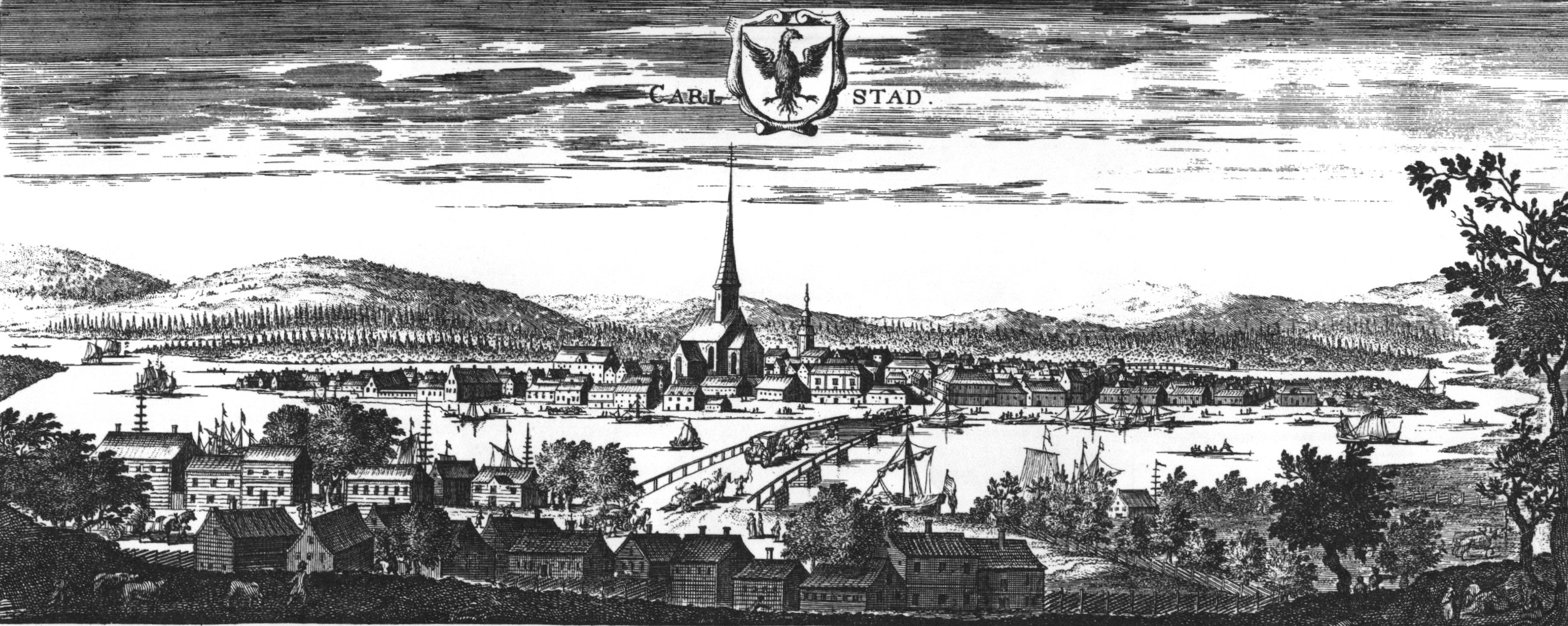
Gravure van Karlstad met de kerk (circa 1700)
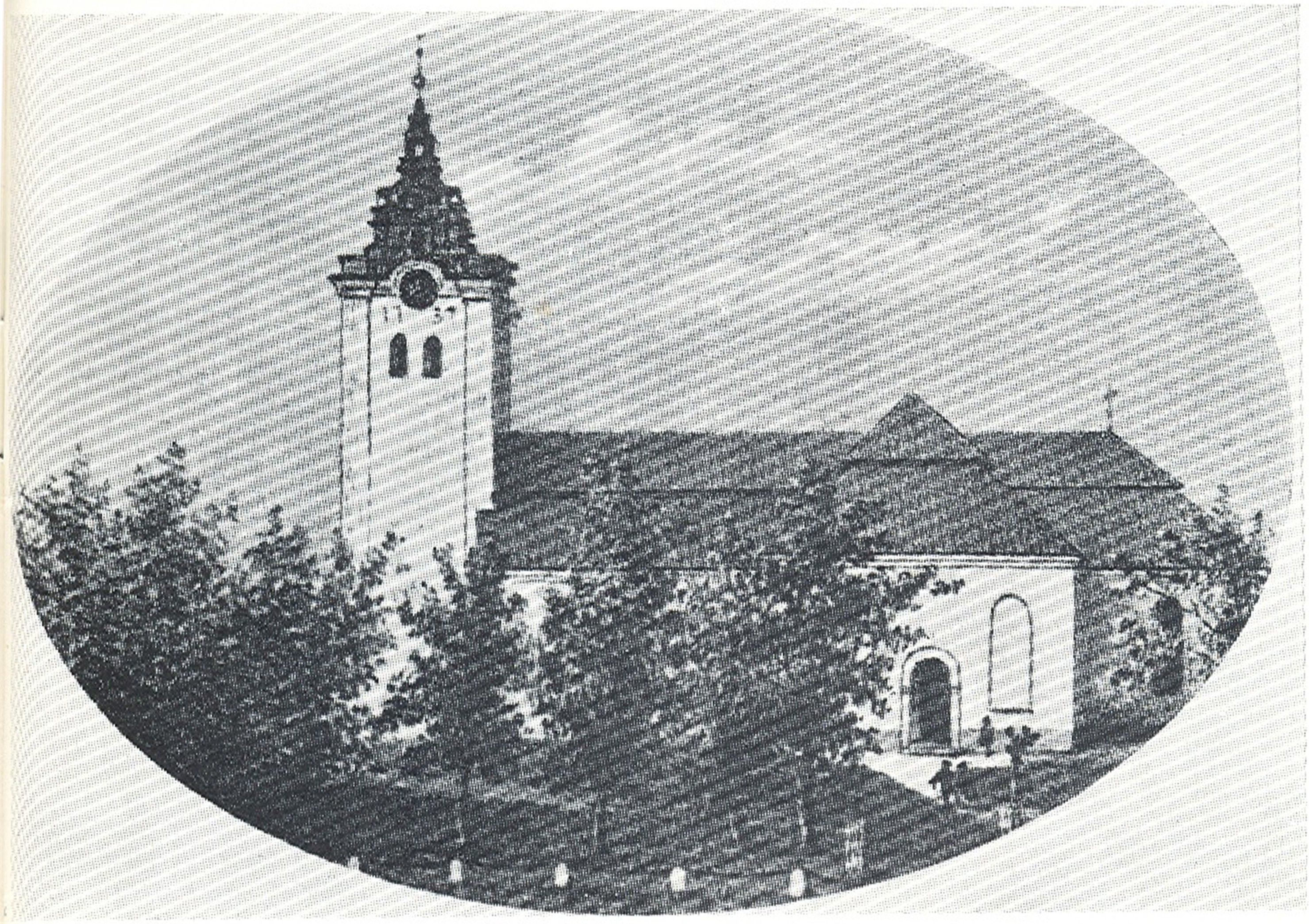
De kerk voor de stadsbrand in 1865
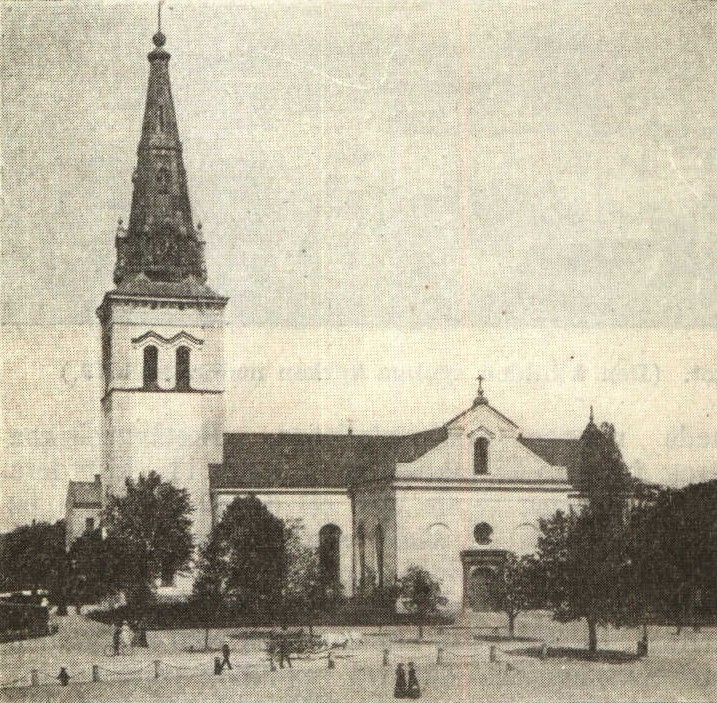
De domkerk na de stadsbrand in 1865

## Inrichting
Op de tweede verdieping van de toren worden een paar houten engelen bewaard die uit de eerste kerk stammen. Uit de tweede kerk werden tijdens de brand nog enkele voorwerpen gered. In de noordelijke kruisarm van de dom hangt een kroonluchter uit 1642, een andere kroonluchter uit 1703 hangt in het noordelijke deel van de westelijke kruisarm. Ook het kerkzilver bleef bewaard. In de domkerk zijn  enkele glazen vitrines met voorwerpen van de domkerk uit verschillende periodes. Eveneens in de noordelijke kruisarm bevindt zich een modern kunstwerk van Örjan Holm uit Lungsund: de Levensboom. Het is een lichtdrager in de vorm van een olijfboom met 137 kandelaars, evenveel als het aantal parochies in het bisdom Karlstad. Het altaar en de preekstoel dateren uit de restauratieperiode van 1791–1792. In de Openbaringkapel hangt een triptiek uit 1998 van de iconenschilder Kjellaug Nordsjö, Arvika, met als centrale voorstelling de verrezen Christus. 
Het hoofdorgel telt 65 registers en werd door Magnus Sons uit Gotenburg gebouwd. 

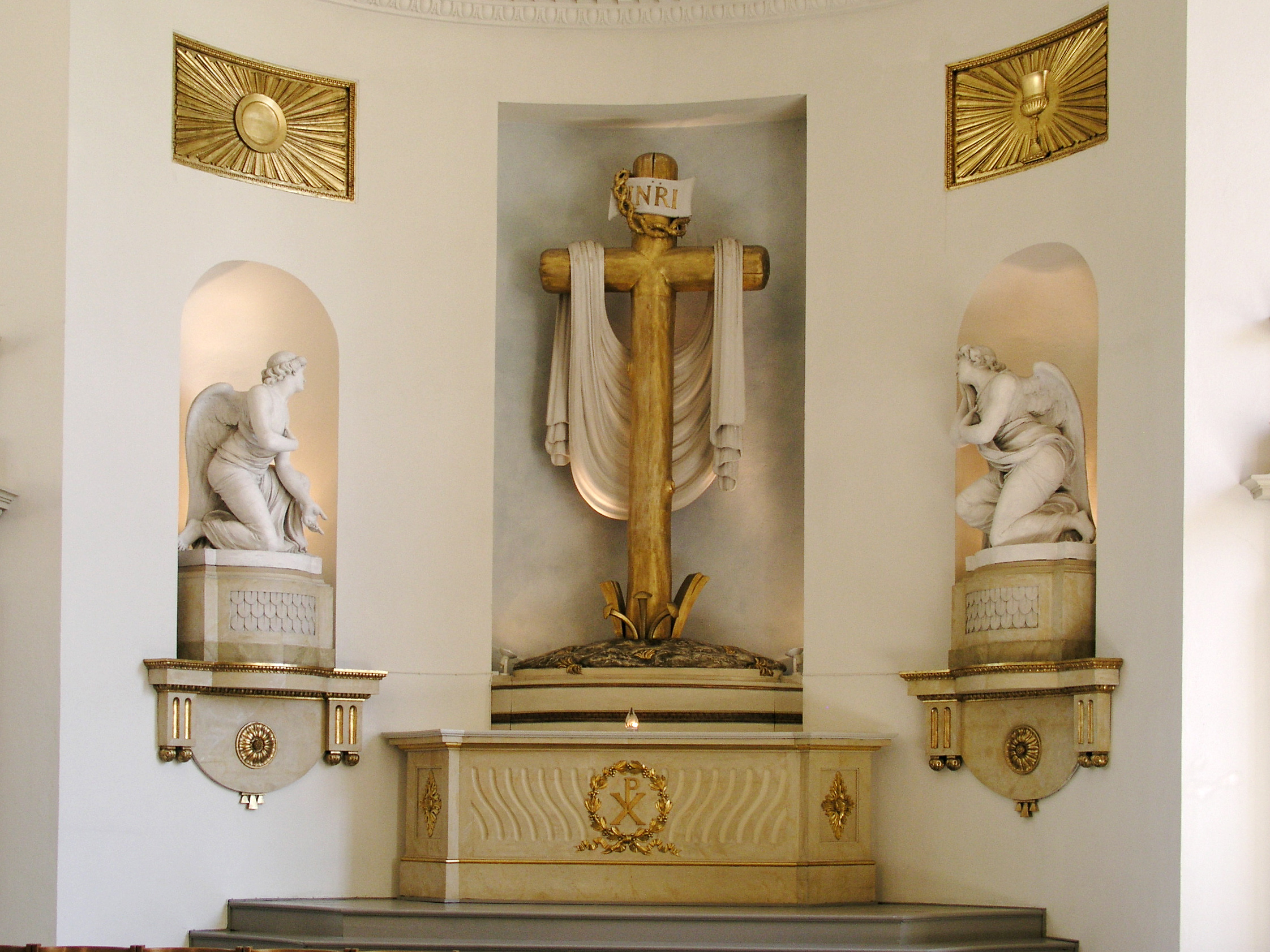
Altaar
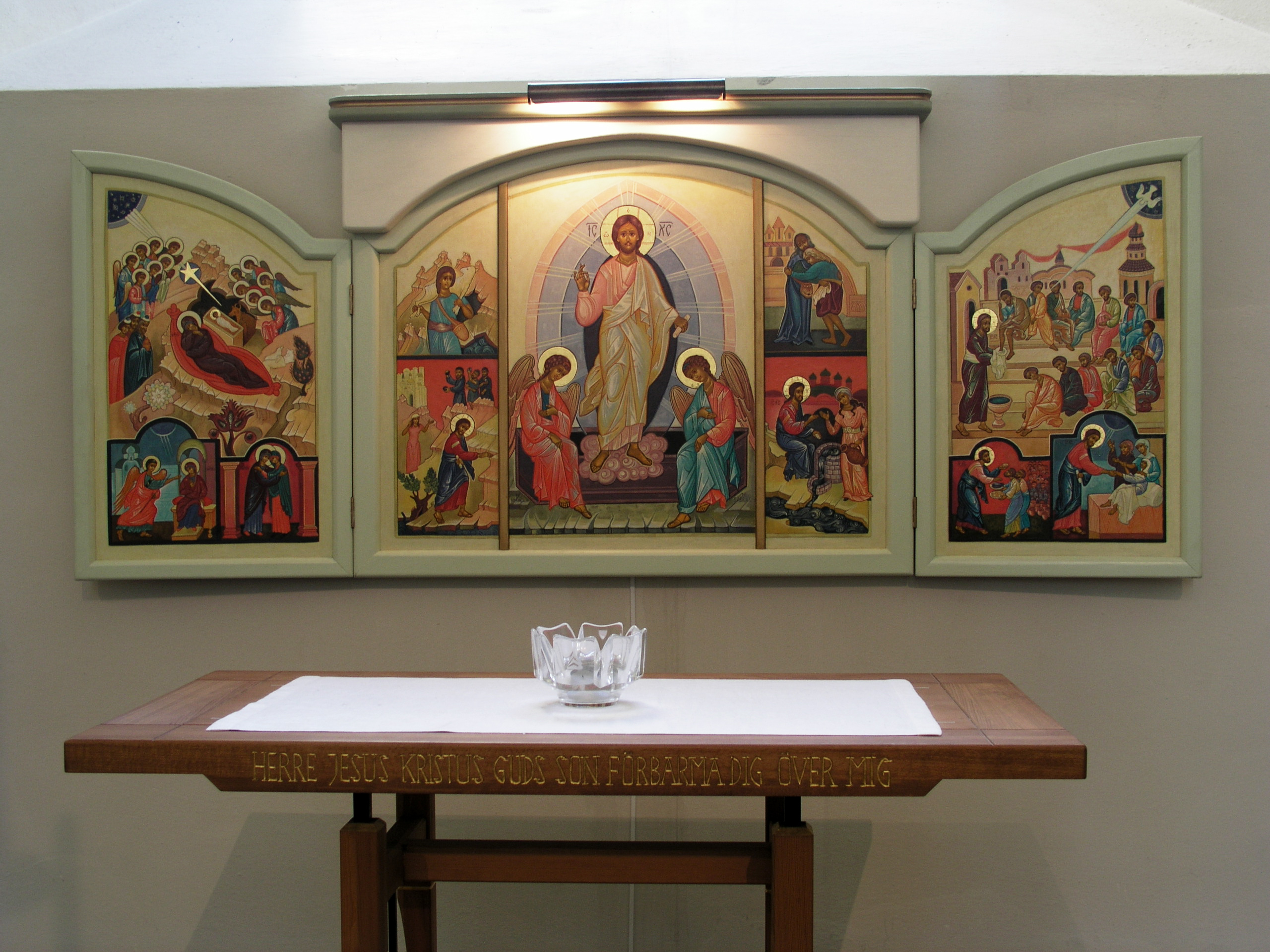
Triptiek
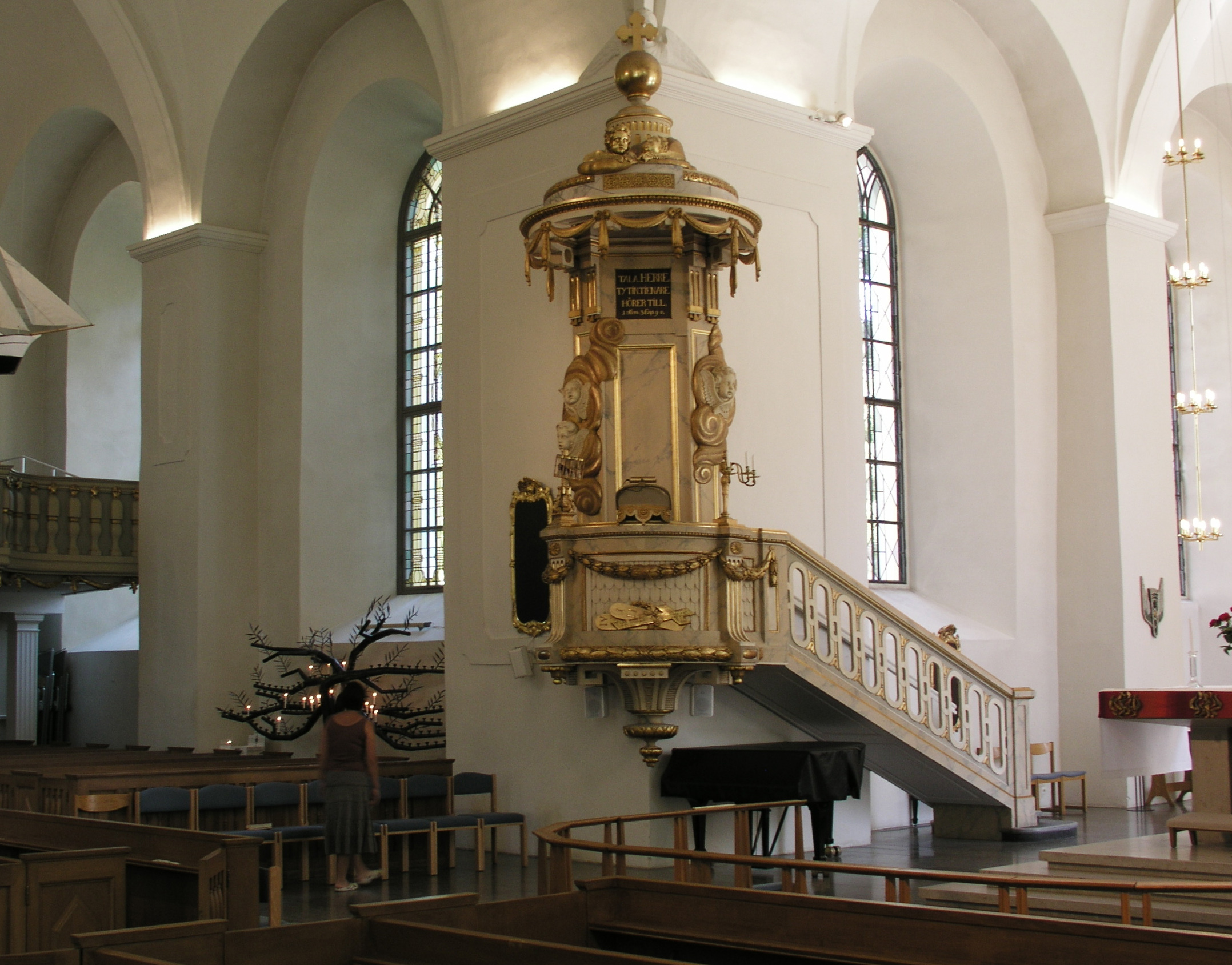
Preekstoel
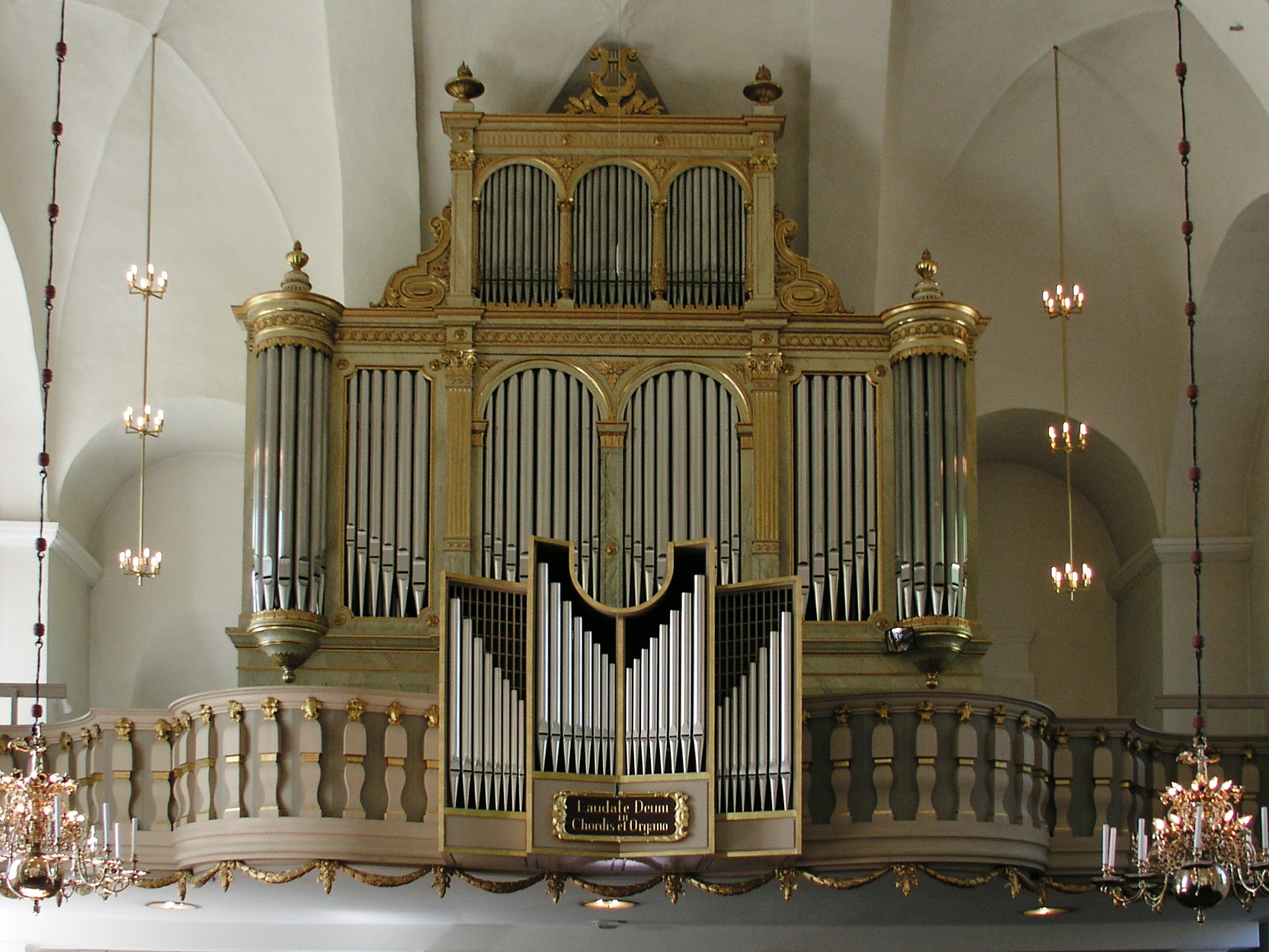
Orgel